# Drosophila reaumurii
Drosophila reaumurii är en tvåvingeart som beskrevs av Dufour 1845. Drosophila reaumurii ingår i släktet Drosophila och familjen daggflugor.
Artens utbredningsområde är Frankrike.